# Condado de Riudoms

Escudo de Riudoms, en la provincia de Tarragona.

El Condado de Riudoms es un título nobiliario español creado el 30 de junio de 1910 por el rey Alfonso XIII a favor de Juan Nepomuceno Pérez-Seoane y Roca de Togores, Senador del Reino, en memoria de un antiguo Señorío de su Casa, ya que la familia Roca de Togores habían sido, en la antigüedad Barones de Riudoms.
Juan Nepomuceno Pérez-Seoane y Roca de Togores era hijo de Pablo Pérez-Seoane y Marín, II conde de Velle y de Enriqueta María Roca de Togores y Corradini  I duquesa de Pinohermoso, VIII condesa de Villaleal.
Su denominación hace referencia a la localidad de Riudoms, en la provincia de Tarragona.

## Condes de Riudoms
|                           | Titular                                        | Periodo                   |
| Creación por Alfonso XIII | Creación por Alfonso XIII                      | Creación por Alfonso XIII |
| ------------------------- | ---------------------------------------------- | ------------------------- |
| I                         | Juan Nepomuceno Pérez-Seoane y Roca de Togores | 1910-                     |
| II                        | Alfonso Eugenio Pérez-Seoane y Bueno           | 1946-1970                 |
| III                       | Juan Alfonso Pérez-Seoane y Harvey             | 1971-                     |
| IV                        | Enrique Pérez-Seoane y Roca de Togores         | 1975-1996                 |
| V                         | Juan Enrique Pérez-Seoane Mazzuchelli          | 1977-actual titular       |

## Historia de los Condes de Riudoms
- Juan Nepomuceno Pérez-Seoane y Roca de Togores (nacido en París, el 15 de febrero de 1869), I conde de Riudoms.

1. Casó con Rosa Bueno y Garzón.
2. Casó con María de las Angustias Roca de Togore y Pérez del Pulgar, hija de Alfonso Roca de Togores y Aguirre-Solarte, I marqués de Alquibla. Le sucedió, de su primer matrimonio, en 1946, su hijo:

- Alfonso Eugenio Pérez-Seoane y Bueno (1905-1970), II conde de Riudoms. Le sucedió su hijo:

- Juan Alfonso Pérez-Seoane y Harvey, III conde de Riudoms.

1. Casó con Eva Riekeles von Kass. Dos hijas. Le sucedió, un hijo del segundo matrimonio de su abuelo, el primer conde, por tanto su tío:

- Enrique Pérez-Seoane y Roca de Togores († en 1996), IV conde de Riudoms.

1. Casó con Carmen Mazzuchelli y López de Ceballos. Le sucedió su hijo:

- Juan Enrique Pérez-Seoane Mazzuchelli, V conde de Riudoms.

1. Casó con María del Mar Mazán Lloret.